# Louise Bager Due
Louise Bager Due; wcześniej Louise Bager Nørgaard (ur. 23 kwietnia 1982 w Dronninglundzie) – duńska piłkarka ręczna, wielokrotna reprezentantka kraju, bramkarka. W 2010 występowała w duńskim Viborg HK. Wraz z reprezentacją Danii zdobyła złoty medal olimpijski w 2004 roku.

## Sukcesy

### klubowe
- 2006, 2009, 2010[1]:  zwycięstwo w Lidze Mistrzyń
- 2004:  puchar EHF
- 2002, 2004, 2006, 2008, 2009:  mistrzostwo Danii
- 2003, 2006, 2007, 2008, 2012:  puchar Danii

### reprezentacyjne
- 2002:  mistrzostwo Europy (Dania)
- 2004:  mistrzostwo Olimpijskie (Ateny)
- 2004:  wicemistrzostwo Europy (Węgry)